# Bagman
«Bagman» es el octavo episodio de la quinta temporada de la serie de televisión estadounidense de AMC Better Call Saul, la serie derivada de Breaking Bad. El episodio, escrito por Gordon Smith y dirigido por Vince Gilligan, se emitió el 6 de abril de 2020 en AMC en Estados Unidos. Fuera de Estados Unidos, se estrenó en el servicio de streaming Netflix en varios países.

## Trama
Leonel y Marco Salamanca llegan a un sitio del cártel en México para recoger el dinero de la fianza de Lalo. Al salir, un informante dentro del edificio hace una llamada telefónica para reportar su presencia.
Lalo le da a Jimmy indicaciones para llegar a un lugar remoto de recogida en el desierto. Jimmy, a regañadientes, acepta ir después de que Lalo promete USD 100 000 por el servicio. Kim le ruega a Jimmy que no vaya, diciendo que es un abogado y no un «cobrador» para traficantes de drogas, pero dice que lo hará porque será fácil y nadie sospechará que él es el transportador.
A la mañana siguiente, los primos entregan dos bolsas de dinero a Jimmy en el lugar de la recogida e inmediatamente se van. Jimmy comienza su viaje de regreso, pero varios camiones pronto le cortan el paso. Numerosos hombres armados salen de los vehículos, toman el dinero y se preparan para matarlo. Los pistoleros son atacados repentinamente por un tirador desconocido. Todos menos uno mueren y sus vehículos quedan inutilizados. El pistolero sobreviviente escapa en el único camión que aún se puede conducir.
El tirador desconocido era Mike, que seguía para Gus los movimientos de Jimmy. Descubre que su camión también fue inutilizado en el tiroteo, así que coloca a un Jimmy aún aturdido y el dinero en su coche y comienza a conducir de vuelta a Albuquerque. El coche de Jimmy pronto se avería. Sin cobertura de teléfono móvil y sin vehículo, empujan el coche al borde de la carretera y cruzan el país con el dinero para evitar al pistolero sobreviviente. Mientras acampan durante la noche, Jimmy le dice a Mike que Kim sabe de su trabajo para Lalo, y Mike le advierte que si ella sabe detalles sobre los Salamanca, ahora está «en el juego». Jimmy y Mike reanudan su viaje a la mañana siguiente.
Cuando Jimmy no regresa, Kim se hace pasar por la abogada de Lalo, le dice que es la esposa de Jimmy y le pregunta su ubicación para poder buscar. Lalo se niega y le dice que Jimmy estará bien porque es un sobreviviente.
Un Jimmy deshidratado y quemado por el sol llega a su límite y se derrumba, y Mike no logra motivarlo a seguir adelante. Mike descubre al pistolero sobreviviente, pero en lugar de esconderse como Mike le dice, Jimmy recobra su motivación y corre hacia la carretera para atraer la atención del pistolero. Cuando el pistolero está lo suficientemente cerca, Mike le dispara y lo mata. El vehículo del pistolero da la vuelta y es destruido. Mike y Jimmy vuelven a caminar, esta vez por la carretera.

## Producción

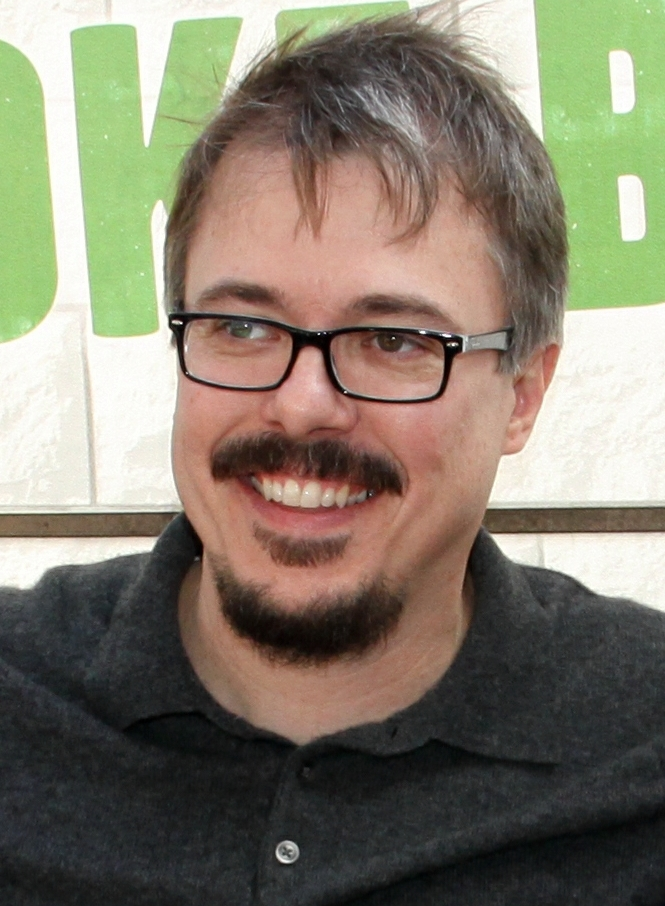
El cocreador de la serie, Vince Gilligan, consideró «Bagman» como uno de los episodios más desafiantes de su carrera.

«Bagman» fue dirigido por Vince Gilligan, el cocreador de la serie, quien consideró el episodio como uno de los más desafiantes que tuvo que dirigir en su carrera. Gilligan había podido hacer los arreglos para dirigir un episodio en la quinta temporada después de completar la postproducción de El Camino: A Breaking Bad Movie. Tanto el coshowrunner Peter Gould como el escritor Gordon Smith, sabiendo que este sería el episodio de Gilligan, planificaron sus habilidades como director y continuamente bromearon con Gilligan en las semanas previas a la filmación del episodio, diciendo que iba a ser muy adecuado para él. Habían comparado el episodio con Lawrence of Arabia en términos de cómo querían que se viera, e incluso habían considerado alquilar la lente usada para filmar esa película, pero les preocupaba la responsabilidad si la dañaban.
El episodio tardó más de 18 días en ser filmado, en comparación con el promedio de nueve días de la mayoría de los demás episodios. La mayor parte del lugar de rodaje estaba situado en la reserva indígena de Cañoncito, a unas dos horas en coche de Albuquerque, aunque el lugar de recogida donde Jimmy se encuentra con los primos estaba a solo unos 15 minutos de los estudios de Albuquerque. Gilligan atribuye a su equipo de producción el asegurarse de que el elenco y el equipo estuvieran protegidos del calor y tuvieran agua en abundancia para asegurar que el rodaje se desarrollara sin problemas. Gilligan quería que Bob Odenkirk empleara técnicas de actuación de método, y le proporcionó bolsas de peso para llevar, pero Odenkirk había puesto un límite con consumir orina. Gilligan elogió el guion de Smith, que sentía que establecía el vínculo entre Mike y Jimmy que se había visto en Breaking Bad pero que por lo demás no se había visto en Better Call Saul anteriormente. La productora asociada de Gilligan, Jenn Carroll, y su ayudante Melissa Ng ayudaron a identificar elementos para añadir al guion de Smith para conectar aún más la relación entre Mike y Jimmy con lo que se veía en Breaking Bad.
La escena del tiroteo entre Mike y los pistoleros fue un reto para Gilligan, y la consideró «la escena más complicada que he dirigido nunca». Quería tener a Odenkirk visible en todas las tomas, incluso mientras los dobles de riesgo y los efectos prácticos se disparaban a su alrededor, para mostrar el tiroteo desde el punto de vista de Jimmy tanto como fuera posible. La secuencia general tomó alrededor de cuatro o cinco días para completarse. Para filmar la escena con el camión volteado mientras Jimmy estaba en el rodaje, se colocó una pantalla verde temporal en el lugar. Primero se filmó la reacción de Odenkirk frente a la pantalla, y luego la voltereta del camión sin cambiar la ubicación de la cámara después de que Odenkirk y la pantalla fueran retirados. El Suzuki Esteem que había sido rodado y empujado a un barranco era un duplicado del que normalmente se usaba en la filmación; el original se mantuvo en los estudios locales, permitiéndoles reutilizarlo para cualquier escena de analepsis según fuera necesario en el futuro.

## Recepción

### Audiencias
Al emitirse, el episodio recibió 1,42 millones de espectadores en Estados Unidos y una audiencia de 0,3 millones entre adultos de 18 a 49 años. Teniendo en cuenta la audiencia Live+7, el episodio tuvo un total de 2,76 millones de espectadores en Estados Unidos y 0,7 millones entre adultos de 18 a 49 años.

### Respuesta crítica
«Bagman» recibió aclamación universal por parte de los críticos, y muchos lo llamaron uno de los mejores episodios de la serie. En Rotten Tomatoes recibió una calificación de 100% Fresco Certificado, basándose en 13 reseñas con un promedio de 9,83/10. El consenso crítico dice: «Jimmy se somete a un juicio por disparos en ‹Bagman›, una entrega impredecible a la que la dirección de Vince Gilligan le da un suspenso exitoso». El episodio, con numerosas y largas tomas con Jimmy y Mike en escenas del desierto, ha sido comparado visual y temáticamente con las obras anteriores de Gilligan tanto en El Camino como en el episodio de Breaking Bad «4 Days Out», así como con la película de 2007 No Country for Old Men.
Darren Franich, de Entertainment Weekly, le dio al episodio una calificación de ‹A›, elogiando su imprevisibilidad así como su estilo visual, calificándolo de «una maravilla para mirar, puestas de escena con una perfección exquisita». Nick Harley, de Den of Geek, le dio 5 de 5 estrellas, quien lo consideró como uno de los mejores episodios de la serie, alabando especialmente la dirección de Gilligan. Kenny Herzog, de Vulture, también le dio 5 de 5 estrellas, señalando que la decisión de Kim de preguntar a Lalo Salamanca sobre el paradero de Jimmy era una decisión consecuente que la haría estar «en el juego». Además, Donna Bowman, de The A.V. Club, le dio una calificación de ‹A›, elogiando los desarrollos de los personajes de Saul y Kim, así como las principales secuencias del desierto.
TVLine nombró a Bob Odenkirk y Jonathan Banks como los «Intérpretes de la semana» por sus actuaciones en este episodio.

### Premios
En los Premios Primetime Emmy de 2020, Gordon Smith recibió una nominación al mejor guion en una serie dramática por este episodio.